# Rumbold Gyula
Rumbold Gyula (Budapest, 1887. december 6. – Budapest, 1959. október 5.) válogatott labdarúgó, iparművész.
A magyar labdarúgás hőskorának egyik kiemelkedő alakja. Jó ritmusérzék, helyezkedés és finom szerelések jellemezték bámulatos játékintelligenciáját. A megszerzett labdákat nem vaktában rúgta előre, hanem próbált ellentámadást indítani.
| „                | Rumboldot nem tudom elfelejteni, az ő óriási klasszisa sokszor kidomborodott. Ideális bekk volt. Mindegy volt neki, hogy jobb vagy bal láb, erős volt és kitűnő technikával rendelkezett. | ” |
| – Schlosser Imre | |   |

Rumbold pályafutását is megszakította az első világháború. A szerb és orosz fronton harcolt, többször megsebesült, majd hadifogságba került és ez pontot tett sportolói karrierjére. Tehetséges iparművészként is ismerték. Sportplakátjai, karikatúrái közkedveltek voltak.

## Pályafutása
A Boráros téri grundról került az FTC csapatába. 1905 és 1914 között 111 bajnoki mérkőzésen szerepelt és 1 gólt lőtt.
1907-től a válogatottban is szerepelt 33 alkalommal. 1912-ben a stockholmi olimpia résztvevője.

## Sikerei, díjai
- Magyar bajnok: 1905, 1906/1907, 1908/1909, 1909/1910. 1910/1911, 1911/1912. 1912/1913
- Magyar Kupa: 1913.
- Ezüstlabda-győztes: 1906, 1908, 1909.
- az év labdarúgója: 1908/1909.

A stockholmi olimpia: A vigaszág győztese (5. hely)

## Statisztika

### Mérkőzései a válogatottban
| Magyarország | Magyarország       | Magyarország                      | Magyarország   | Magyarország | Magyarország  | Magyarország         | Magyarország | Magyarország |
| #            | Dátum              | Helyszín                          | Hazai          | Eredmény     | Vendég        | Kiírás               | Gólok        | Esemény      |
| ------------ | ------------------ | --------------------------------- | -------------- | ------------ | ------------- | -------------------- | ------------ | ------------ |
| 1.           | 1907. április 7.   | Budapest, Millenáris-pálya        | Magyarország   | 5 – 2        | Csehország    | barátságos           | -            |              |
| 2.           | 1907. október 6.   | Prága, Slavia-stadion             | Csehország     | 5 – 3        | Magyarország  | barátságos           | -            |              |
| 3.           | 1907. november 3.  | Budapest, Millenáris-pálya        | Magyarország   | 4 – 1        | Ausztria      | barátságos           | -            |              |
| 4.           | 1908. április 5.   | Budapest, Millenáris-pálya        | Magyarország   | 5 – 2        | Csehország    | barátságos           | -            |              |
| 5.           | 1908. május 3.     | Bécs, Hohe Warte                  | Ausztria       | 4 – 0        | Magyarország  | barátságos           | -            |              |
| 6.           | 1908. június 10.   | Budapest, Millenáris-pálya        | Magyarország   | 0 – 7        | Anglia        | barátságos           | -            |              |
| 7.           | 1908. november 1.  | Budapest, Millenáris-pálya        | Magyarország   | 5 – 3        | Ausztria      | barátságos           | -            |              |
| 8.           | 1909. április 4.   | Budapest, Millenáris-pálya        | Magyarország   | 3 – 3        | Németország   | barátságos           | -            |              |
| 9.           | 1909. május 2.     | Bécs, Cricketer-pálya             | Ausztria       | 3 – 4        | Magyarország  | barátságos           | -            |              |
| 10.          | 1909. május 30.    | Budapest, Millenáris-pálya        | Magyarország   | 1 – 1        | Ausztria      | barátságos           | -            |              |
| 11.          | 1909. május 31.    | Budapest, Millenáris-pálya        | Magyarország   | 2 – 8        | Anglia        | barátságos           | -            |              |
| 12.          | 1909. november 7.  | Budapest, Millenáris-pálya        | Magyarország   | 2 – 2        | Ausztria      | barátságos           | -            |              |
| 13.          | 1910. május 1.     | Bécs, Hohe Warte                  | Ausztria       | 2 – 1        | Magyarország  | barátságos           | -            |              |
| 14.          | 1910. május 26.    | Budapest, Millenáris-pálya        | Magyarország   | 6 – 1        | Olaszország   | barátságos           | -            |              |
| 15.          | 1911. május 7.     | Bécs, Hohe Warte                  | Ausztria       | 3 – 1        | Magyarország  | barátságos           | -            |              |
| 16.          | 1911. október 29.  | Budapest, Millenáris-pálya        | Magyarország   | 9 – 0        | Svájc         | barátságos           | -            |              |
| 17.          | 1911. november 5.  | Budapest, Üllői úti pálya         | Magyarország   | 2 – 0        | Ausztria      | Wagner-serleg        | -            |              |
| 18.          | 1911. december 17. | München, MTV '79-Platz            | Németország    | 1 – 4        | Magyarország  | barátságos           | -            |              |
| 19.          | 1912. május 5.     | Bécs, Hohe Warte                  | Ausztria       | 1 – 1        | Magyarország  | Wagner-serleg        | -            |              |
| 20.          | 1912. június 20.   | Göteborg, Valhalla                | Svédország     | 2 – 2        | Magyarország  | barátságos           | -            |              |
| 21.          | 1912. június 23.   | Kristiania, Gamle Frogner-stadion | Norvégia       | 0 – 6        | Magyarország  | barátságos           | -            |              |
| 22.          | 1912. június 30.   | Stockholm, Olimpiai Stadion (SWE) | Nagy-Britannia | 7 – 0        | Magyarország  | olimpiai negyeddöntő | -            |              |
| 23.          | 1912. július 3.    | Stockholm, Råsunda (SWE)          | Magyarország   | 3 – 1        | Németország   | olimpiai vigaszág    | -            |              |
| 24.          | 1912. július 5.    | Stockholm, Råsunda (SWE)          | Magyarország   | 3 – 0        | Ausztria      | olimpiai 5. helyért  | -            |              |
| 25.          | 1912. július 12.   | Moszkva, SZKSZ-stadion            | Oroszország    | 0 – 9        | Magyarország  | barátságos           | -            |              |
| 26.          | 1912. július 14.   | Moszkva, SZKSZ-stadion            | Oroszország    | 0 – 12       | Magyarország  | barátságos           | -            |              |
| 27.          | 1912. november 3.  | Budapest, Üllői úti pálya         | Magyarország   | 4 – 0        | Ausztria      | Wagner-serleg        | -            |              |
| 28.          | 1913. április 27.  | Bécs, WAC-Platz                   | Ausztria       | 1 – 4        | Magyarország  | Wagner-serleg        | -            |              |
| 29.          | 1913. május 18.    | Budapest, Üllői úti pálya         | Magyarország   | 2 – 0        | Svédország    | barátságos           | -            |              |
| 30.          | 1913. október 26.  | Budapest, Hungária körúti pálya   | Magyarország   | 4 – 3        | Ausztria      | Wagner-serleg        | -            |              |
| 31.          | 1914. május 3.     | Bécs, WAC-Platz                   | Ausztria       | 2 – 0        | Magyarország  | Wagner-serleg        | -            |              |
| 32.          | 1914. május 31.    | Budapest, Üllői úti pálya         | Magyarország   | 5 – 1        | Franciaország | barátságos           | -            |              |
| 33.          | 1914. június 21.   | Stockholm, Råsunda                | Svédország     | 1 – 1        | Magyarország  | barátságos           | -            |              |
|              | Összesen           |                                   |                | 33           | mérkőzés      |                      | 0            | gól          |